# Pratola Serra
Pratola Serra és un municipi situat al territori de la província d'Avellino, a la regió de la Campània, (Itàlia). Limita amb els municipis de Candida, Manocalzati, Montefalcione, Montefredane, Montemiletto i Prata di Principato Ultra. Segons cens de 2021 té 2.047 habitants en una superfície de 0,4227 km².